# Energy Service Company
Energy Service Company (ESCO eller ESCo), henviser til professionelle virksomheder , som kan levere og implementere et bredt udvalg af løsninger for energibesparelser, omfattende konstruktion og fysiske leverancer.
| Firma | Spire Denne artikel om et firma eller en virksomhed er en spire som bør udbygges. Du er velkommen til at hjælpe Wikipedia ved at udvide den. |